# 9006 Voytkevych
9006 Voytkevych este un asteroid din centura principală de asteroizi.

## Descriere
9006 Voytkevych este un asteroid din centura principală de asteroizi. A fost descoperit pe 21 octombrie 1982 la Observatorul de Astrofizică din Crimeea de Liudmila Karacikina. Asteroidul prezintă o orbită caracterizată de o semiaxă mare de 2,59 ua, o excentricitate de 0,19 și o înclinație de 14,1° în raport cu ecliptica.